# Restiosporium chaetanthi
Restiosporium chaetanthi är en svampart som beskrevs av Vánky 2006. Restiosporium chaetanthi ingår i släktet Restiosporium och familjen Websdaneaceae.   Inga underarter finns listade i Catalogue of Life.